# Палау Сант Жорди
«Палау Сант Жорди» (кат. Palau Sant Jordi) — многоцелевая крытая спортивная арена, которая находится в Барселоне, Каталония, Испания. Была построена в 1990 году для проведения Летних Олимпийских игр (1992).

## История
Разработанная японским архитектором Аратой Исодзаки, арена была открыта 21 сентября 1990 года, за два года до проведения Олимпийских игр в Барселоне. Она является шедевром архитектуры и современной техники. Её структура и использованные материалы дают ей большую гибкость, которая позволяет адаптировать помещение для проведения самых разных мероприятий.

## Спортивные мероприятия
Арена была местом проведения чемпионата мира по лёгкой атлетике в помещении (1995).
Также на арене проходил Чемпионат Европы по баскетболу (1997).
«Палау Сант Жорди» была основным местом проведения чемпионата мира по водным видам спорта (2003). Для этого случая был установлен временный регулирующий бассейн. Спустя 10 лет, Барселона снова стала местом проведения чемпионата мира по водным видам спорта (2013).
В 2014 году «Палау Сант Жорди» стала одной из шести арен, для проведения Чемпионат мира по баскетболу 2014.

## Музыкальные мероприятия
1991
- Концерт Pet Shop Boys в рамках тура Performance Tour
- Концерт Глории Эстефан в рамках тура Into the Light World Tour
- Концерт Bee Gees в рамках тура High Civilization European Tour
- Концерт Дайны Росс
- Концерт Пола Саймона
- Концерт Simple Minds в рамках тура Real Life Tour
- 2 концерта Mecano в рамках тура Tour Aidalaí

1992
- 2 концерта U2 в рамках тура Zoo TV Tour
- Концерт Фрэнка Синатры[4]
- 3 концерта Dire Straits в рамках тура On Every Street Tour
- Концерт Metallica и Metal Church в рамках тура Whatever We May Roam Tour

1993
- Концерт Питера Габриэля
- Концерт Sade в рамках тура Love Deluxe World Tour
- Концерт Def Leppard в рамках тура Seven Day Weekend Tour
- Концерт Элтона Джона в рамках тура The One Tour
- Концерт Стинга
- Концерт Принса
- 2 концерта Пола Маккартни в рамках тура The New World Tour

1994
- Концерт Фила Коллинза в рамках тура Both Sides of the World Tour
- Концерт Roxette в рамках тура Crash! Boom! Bang! World Tour
- Концерт R.E.M.

1995
- Концерт Джанет Джексон в рамках тура Janet World Tour
- 2 концерта Эрика Клэптона
- Концерт Simply Red

1996
- 2 концерта AC/DC в рамках тура Ballbreaker World Tour
- Концерт Брайана Адамса
- 3 концерта Тины Тёрнер в рамках тура Wildest Dreams Tour
- Концерт Metallica в рамках тура Poor Touring Me

1997
- Концерт Марии дель Мар Бонет-и-Вердагер
- Концерт Лауры Паузини в рамках тура World Wide Tour 1997
- Концерт Aerosmith в рамках тура Nine Lives Tour

1998
- Концерт Spice Girls в рамках тура Spiceworld Tour
- Концерт Genesis в рамках тура Calling All Stations Tour
- Концерт Blondie в рамках тура No Exit Tour
- Концерт Луиса Мигеля в рамках тура Romances Tour
- 2 концерта Алехандро Санса в рамках тура Mas Tour
- Концерт The Corrs

1999
- 2 концерта Брюса Спрингстина в рамках тура Reunion Tour
- Концерт Jarabedepalo
- Концерт Майка Олдфилда в рамках тура Live Then & Now 1999
- Концерт Texas
- Концерт Шер в рамках тура Do You Believe? Tour

2000
- 2 концерта Рики Мартина в рамках тура Livin' la Vida Loca Tour
- Концерт Карлоса Сантаны
- Концерт Pearl Jam в рамках тура Binaural Tour
- Концерт Хоакина Сабины
- Концерт Iron Maiden в рамках тура Brave New World Tour
- Концерт Мигеля Бозе в рамках тура GiraDos
- Концерт Бритни Спирс в рамках тура Oops!... I Did It Again Tour

2001
- Концерт Эрика Клэптона
- Концерт Estopa
- Концерт Westlife в рамках тура Where Dreams Come True Tour
- 2 концерта Мадонны в рамках тура Drowned World Tour
- 2 концерта Алехандро Санса
- Концерт U2 в рамках тура Elevation Tour
- Концерт Roxette в рамках тура Room Service Tour

2002
- Концерт The Cranberries
- Концерт Supertramp
- Концерт Роджера Уотерса в рамках тура In the Flesh
- Концерт Брюса Спрингстина в рамках тура The Rising Tour
- Церемония MTV Europe Music Awards
- Концерт Maná в рамках тура Revolución de Amor Tour
- Концерт Шакиры в рамках тура Tour of the Mongoose
- 2 концерта Элиса Купера
- Концерт Давида Бисбаля

2003
- Концерт Питера Габриэля в рамках тура Growing Up
- Концерт Iron Maiden в рамках тура Give Me Ed... 'Til I'm Dead Tour
- Концерт Кристины Агилеры в рамках тура The Stripped Tour
- Концерт Робби Уильямса в рамках тура 2003 Tour
- Концерт Вана Моррисона
- Концерт Элтона Джона

2004
- Концерт Эроса Рамазотти
- Концерт Стинга
- Концерт Ленни Кравица
- Концерт Estopa
- Концерт Би Би Кинга
- Концерт Алехандро Санса

2005
- Концерт R.E.M.
- Концерт Брайана Адамса
- Концерт Марка Нопфлера в рамках тура Shangri-La Tour
- Концерт Аврил Лавин в рамках тура Bonez Tour
- Концерт Destiny's Child в рамках тура Destiny Fulfilled... and Lovin’ It
- Концерт Рода Стюарта в рамках тура Tour
- Концерт Хуанеса в рамках тура Mi Sangre World Tour
- Концерт Amaral
- Концерт Coldplay в рамках тура Twisted Logic Tour
- Концерт Майкла Бубле

2006
- 2 концерта Depeche Mode в рамках тура Touring the Angel
- Концерт Jethro Tull
- Концерт Il Divo
- Концерт Eagles
- 2 концерта Red Hot Chili Peppers в рамках тура Stadium Arcadium World Tour
- 2 концерта El Canto del Loco
- Концерт Estopa
- Концерт Шакиры в рамках тура Oral Fixation Tour
- Концерт Хоакина Сабины
- Концерт La Oreja de Van Gogh в рамках тура Guapa Seat Tour
- Концерт Джорджа Майкла в рамках тура 25 Live
- Концерт Марка Энтони
- Концерт Брюса Спрингстина в рамках тура Seeger Sessions Band Tour
- Концерт Erreway в рамках тура Gira España

2007
- Концерт Roger Waters The Dark Side of The Moon Live.
- Концерт Operación Triunfo 2006.
- Концерт Luis Miguel.
- Концерт Marea.
- Концерт Beyoncé.
- Концерт Il Divo.
- Концерт Maná.
- КонцертRicky Martin.
- Концерт Dos pájaros de un tiro, de Joaquín sabina y J.M. Serrat.
- Концерт El sueño de Morfeo.
- Концерт Mika Live In Cartoon Motion
- Концерт Take That.
- 2 концерта Fito & Fitipaldis

2008
- Partit dels Socialistes de Catalunya.
- Концерт The Cure.
- Japan Weekend - Evento de Manga y cultura japonesa
- Концерт Mark Knopfler.
- КонцертEstopa
- Концерт Tokio Hotel - 1000 Hotels European Tour.
- Fama, ¡a bailar!.
- КонцертMarc Anthony.
- Концерт El Canto del Loco.
- Operación Triunfo 2008.
- Церемония Eurogames.
- Концерт RBD - Empezar desde Cero 08 World Tour - "Tour del Adiós".
- Концерт Coldplay.
- Концерт Juan Luis Guerra.
- Концерт Amaral.
- Концерт Enrique Bunbury.
- Концерт El Barrio.
- КонцертSimple Plan.
- Концертel Canto del Loco.
- Концерт Muchachito Bombo Infierno - Fin de Gira Visto lo Visto.

2009
- Концерт Fangoria
- Концерт AC/DC - Black Ice Tour
- КонцертIl Divo
- Концерт Primavera Pop - Los 40 Principales
- Концерт Laura Pausini - "Primavera Anticipada World Tour"
- КонцертBeyoncé - "I Am...World Tour"
- Концерт John Fogerty - In Concert!
- КонцертDeep Purple - Rapture of the Deep Tour Edition
- Концерт Raphael - En sus 50 años de artista
- Концерт Leonard Cohen
- Концерт - 21st Century Breakdown World Tour
- 2 концерта Depeche Mode - Tour of the Universe
- Концерт Muse- The Resistance Tour
- Концерт Fito y Fitipaldis
- Концерт Fito y Fitipaldis
- Концерт Joaquín Sabina - Gira Vinagre y rosas
- Концерт El Canto del Loco

2010
- Концерт Tokio Hotel - Welcome to Humanoid City.
- Концерт Lady Gaga - The Monster Ball Tour.
- Концерт 30 Seconds To Mars - Into the Wild Tour.

2011
- Концерт My Chemical Romance - World Contamination Tour
- Концерт Kylie Minogue - Aphrodite World Tour
- Концерт Roger Waters - The Wall Live.
- Концерт Justin Bieber - My World Tour
- 3 концерта Sopa de Cabra
- Sensation Innerspace
- Концерт Lena Meyer-Landrut - Lena Live-Tour
- Концерт Roxette - Charm School Tour
- Концерт Rihanna - Loud Tour
- Концерт Red Hot Chili Peppers
- Концерт Maldita Nerea

2012
- Концерт LMFAO - Far East Movement
- Концерт Isabel Pantoja
- Концерт Laura Pausini - Inedito World Tour
- 2 концерта Madonna - The MDNA Tour
- Концерт Blink-182
- Концерт The Cranberries в поддержку альбома Roses
- Концерт Lady Gaga - Born This Way Ball Tour

2013
- Концерт Sigur Ros в поддержку альбома "Valtaris"
- Концерт Justin Bieber - Believe Tour (2013)
- Концерт Rihanna - Diamonds World Tour
- Концерт Mumford & Sons в поддержку альбома Babel
- Концерт Rammstein - Wir Halten Das Tempo
- 3 концерта Cino World Tour 2013
- 2 концерта Pablo Alborán - Tanto
- 2 концерта Serie de Disney Channel Violetta
- Концерт Imagine Dragons - Night Visions Tour

2014
- Концерт Depeche Mode в поддержку альбома Delta Machine
- Концерт Michael Bublé в поддержку альбома To Be Loved
- Концерт Fall Out Boy - Save Rock and Roll European Tour.
- Концерт Cino World Tour
- Концерт Romeo Santos - Romeo Santos Vol. II Tour.
- Концерт Beyoncé - The Mrs. Carter Show World Tour.
- Концерт Miley Cyrus - Bangerz World Tour.[5]
- Концерт Cino World Tour con su gira  de 2014 en Barcelona.
- Концерт David Bisbal в поддержку альбома "Tu y yo".
- Концерт Malú в поддержку альбома "Sí".
- Концерт Lady Gaga - artRave: The Artpop Ball Tour.